# Union de la critique de cinéma
Pour les articles homonymes, voir UCC.
L'Union de la critique de cinéma (UCC) est une association belge de critiques de cinéma, basée à Bruxelles, Belgique et fondée dans les années 1950 (et plus précisément en 1954). Elle groupe tous ceux qui, par l'écrit ou l'audiovisuel, exercent régulièrement une activité de critique dans des conditions qui leur laissent une liberté de jugement suffisante reflétée dans leurs travaux. 
L'UCC, qui a pour but principal de promouvoir par-dessus tout les valeurs artistiques et culturelles du cinéma, attribue annuellement son Grand Prix au film ayant le plus contribué à l’enrichissement et au rayonnement du septième art et constitue la commission de sélection du prix André-Cavens du cinéma belge actuel.

## Catégories de récompenses
- Grand prix – depuis 1954
- Prix André-Cavens – depuis 1976
- Prix de la critique - depuis 2014

## Présidents
- André Joassin (2023-   )
- Marc Bussens (2017- 2023)
- Olivier Clinckart (2011-2017)
- Stefan Eraly (2005-2011)
- Jean-François Pluijgers[3] (2002-2005)
- Roel Van Bambost (1998-2002)
- Mia Droeshout (1991-1997)
- Pierre Thonon[4] (1976-1991)
- Olivier Delville[5] (1954-1976)

## Médias représentés
- Ardenneweb
- Artsenkrant
- Branchés Culture
- Brussels Star
- Cinefeel
- CinéFemme
- Cinematek
- Cinenews
- Cinecast
- Cinopsis
- C-rap
- De Morgen
- De Standaard
- Ecran et toile
- enola.be
- Film Focus
- Filmmagie
- Flanders Today
- Fnac
- Focus Vif
- Gazet van Antwerpen
- Het Belang van Limburg
- Het Nieuwsblad
- Humo
- Imagine
- Knack Focus
- Krant van West-Vlaanderen
- La Libre
- L'Avenir
- L'Éventail
- Le Soir
- Le Vif/Focus
- Madamefaitsoncinema.be
- Metro
- Moustique
- NineHank
- Pour le Cinéma Belge
- RCF
- RTBF
- So Film
- Standaard Magazine
- Sud Presse
- Sud Radio
- Télépro
- TMB
- TV Brussel
- Vertigo
- Vlan

## Membres illustres
- Sélim Sasson